# ラース・アル＝アイン
ラース・アル＝アイン（ラアス・アル＝アイン、Ra's al-'Ayn、アラビア語: رأس العين、またはアイン・ワルダ 'Ayn Warda とも、クルド語：Sere Kaniyê, または Serêkanî、セレカニ、シリア語：Resh 'ayna、レシ・アイナ）は、シリア北東部のハサカ県に属する、トルコとの国境の都市である。国境の北側にはトルコの都市ジェイランプナル（Ceylanpınar）がある。
海抜は360メートルで、ハブール川が流れる。町の名は「泉の頭」を意味し、100以上の天然の湧水が近くにあるところからきている。有名なものには、ミネラルの豊富な温泉であるナバ・アル＝ケブレート（Nab'a al-Kebreet）がある。
人口は2009年時点で24,043人。アッシリア人、アラブ人、クルド人、アルメニア人、チェチェン人、シリア・トルクメン人など多民族からなる。

## 歴史
メソポタミア上流部（ジャズィーラ地方）の一角にあり、先史時代から農業を営み都市を築く人々がいた。町のすぐ近くには新石器時代のメソポタミアの重要な遺跡でハラフ文化の代表的遺跡でもあるテル・ハラフや、ミタンニ王国の首都ワシュカンニ（Washukanni）と推定されているテル・エル・ファハリヤの遺跡もある。新アッシリア王国の記録にある都市シカン（Sikan、シカニ Sikani）のものとされる遺丘もテル・エル・ファハリヤの近くにある。
古典古代にはローマ帝国、続いて東ローマ帝国の支配が及んだ。この地にはレセナ（Resaena）というローマ都市があり、テオドシウス1世が市としたことからテオドシオポリス（Theodosiopolis）とも呼ばれた。長年サーサーン朝ペルシャとローマ帝国との間に続いた戦争では、243年に行われたレセナの戦いでローマ軍がペルシャ軍を破っているが、その後ペルシアの将軍アドハルマハン（Adharmahan）が東ローマ帝国の守るレセナを二度破壊し、後にサーサーン朝がレセナを征服した。
640年にはアラブ人のイスラム帝国により征服された。東ローマ帝国は10世紀に一時この地を奪還し略奪をおこなっている。12世紀の十字軍の時代には、エデッサ伯国のジョスラン1世がレセナを陥落させ、アラブ人住民の多くを殺し残りを奴隷としている。その後はザンギー朝、アイユーブ朝などに征服され、14世紀にはティムールが町を略奪した。
16世紀にはラース・アル＝アインはオスマン帝国の支配下となった。第一次世界大戦後はオスマン帝国が分割されたことにより、ラース・アル＝アインも分割されてしまった。町の北半分はトルコ領となりレシュライン（Resülayn）、後にジェイランプナル（Ceylanpınar）となったが、町の南半分は国際連盟の委任統治領シリアの一部となって現在のラース・アル＝アインになっている。
2010年代のシリア内戦の過程では、クルド人勢力がISILやシリア政府の影響力を市内から排除したが、2019年10月のトルコ軍の侵攻過程では、市内がトルコ軍の攻撃にさらされることとなった。10月17日には5日間の停戦が成立したが、停戦条件にクルド人勢力の国境線付近からの撤退が盛り込まれており、同勢力は10月20日までに市内から撤退を行った。